# Фезиле-Даби
Фезиле Даби (англ. Fezile Dabi District Municipality) — район провинции Фри-Стейт (ЮАР). Административный центр — Сасолбург. Район назван в честь Фезиле Даби — одного из лидеров Африканского национального конгресса; ранее носил название «Северный район провинции Фри-Стейт» (англ. Northern Free State District Municipality). Большинство населения района говорит на языке сесото.

## Административное деление
В состав района Фезиле Даби входит четыре местных муниципалитета:
- Моцгхака (местный муниципалитет)
- Нгватхе (местный муниципалитет)
- Метсимахоло (местный муниципалитет)
- Мафубе (местный муниципалитет)